# Anisacanthus brasiliensis
Anisacanthus brasiliensis é uma planta nativa da vegetação de Caatinga do Brasil.